# Emmesomyia fuscipalpis
Emmesomyia fuscipalpis är en tvåvingeart som beskrevs av Griffiths 1984. Emmesomyia fuscipalpis ingår i släktet Emmesomyia och familjen blomsterflugor. Inga underarter finns listade i Catalogue of Life.